# Prix Bogey
Les prix Bogey (Bogey Awards ; nom officiel : Box Office Germany Awards - Bogey Awards) sont des prix cinématographiques allemands basés sur le nombre de personnes qui voient un film dans un laps de temps donné.
La revue professionnelle Blickpunkt : Film, décerne les prix depuis 1997, représentés par une statue miniature de l'acteur américain Humphrey Bogart (1899-1957), surnommé « Bogey ».

## Historique
Depuis septembre 2009, le Bogey spécial 3D-Bogey est décerné à tous les films qui atteignent plus de 1 000 spectateurs par copie en utilisation 3D le week-end d'ouverture.

## Catégories de récompense
- Prix Bogey (Bogey Award) : vu par un million de personnes, ou 1 000 personnes par exemplaire, avec un minimum de 25 exemplaires[pas clair], dans les dix premiers jours.
- Prix Bogey de titane (Titanium) : vu par dix millions de personnes.
- Prix Bogey de platine (Platinum) : vu par cinq millions de personnes dans les cinquante premiers jours suivant la sortie.
- Prix Bogey d’or (Gold) : vu par trois millions de personnes en trente jours.
- Prix Bogey d’argent (Silver) : vu par deux millions de personnes en vingt jours.
- Prix Bogey de bronze (Bronze) : vu un million de personnes en 10 jours.

## Palmarès

### Prix Bogey
- 1997 :
  - Alien, la résurrection (Alien: Resurrection)
  - Les Ailes de l'enfer (Con Air)
- 2000 :
  - 60 secondes chrono (Gone in 60 Seconds)
  - Road Trip
  - Scream 3
- 2001 : Scary Movie 2
- 2002 :
  - Blade 2
  - Signes (Signs)

### Prix Bogey d’or
- 1999 : Armageddon
- 2000 :
  - Mission impossible 2 (Mission: Impossible II)
  - Sixième Sens (The Sixth Sense)
- 2001 :
  - Pearl Harbor
  - Seul au monde (Cast Away)
- 2002 : Spider-Man – Columbia Pictures

### Prix Bogey d’argent
- 1998 : Deep Impact
- 1999 : Ennemi d'État (Enemy of the State)
- 2000 : Scary Movie
- 2001 : La Planète des singes (Planet of the Apes)

### 3D-Bogey
- 2009 :
  - Avatar
  - Destination finale 4 (The Final Destination)
  - Là-haut (Up)

- 2010 :
  - Alice au pays des merveilles (Alice in Wonderland)
  - Resident Evil: Afterlife
  - Le Choc des Titans (Clash of the Titans)